# Hubert Huppertz (Leichtathlet)
Hubert „Hub“ Huppertz (* 14. Februar 1923 in Hönningen; † 30. November 1992 in Trier) war ein deutscher Leichtathlet und Hochschullehrer.

## Sportliche Karriere
Hubert Huppertz begann beim RSV Ahrweiler. 1943 war er beim Luftwaffen-Sportverein Berlin, 1944 beim Wiener AC. Nach dem Zweiten Weltkrieg startete Huppertz 1946 und 1948 wieder für den RSV Ahrweiler, 1947 für den ASV Köln. Ab 1949 trat Huppertz für Rot-Weiß Koblenz an.
Bei den Deutschen Meisterschaften 1947 und 1948 war Huppertz jeweils Zweiter im 400-Meter-Lauf. 1949 und 1950 wurde Huppertz Deutscher Meister. Bei seinem Meisterschaftserfolg 1950 stellte er mit 47,4 Sekunden seine persönliche Bestleistung auf. Ende 1950 erhielt er als erster Leichtathlet das Silberne Lorbeerblatt.
Hubert Huppertz trat von 1951 bis 1954 siebenmal im Nationaltrikot an.

## Berufliche Karriere
Huppertz war zunächst als Sonderschullehrer in Koblenz tätig. Als Hochschullehrer für Erziehungswissenschaften war Huppertz an der Universität Trier und an der Universität Koblenz-Landau tätig. Später war Huppertz dann Schulsportreferent im Kultusministerium Rheinland-Pfalz. Sein zusammen mit Ernst J. Kiphard entstandenes Werk Erziehung durch Bewegung erschien erstmals 1968 und wurde 1987 in der siebten Auflage verlegt.